# Arenotus
Arenotus is een geslacht van buikharigen uit de familie Chaetonotidae. De wetenschappelijke naam van het geslacht werd in 1987 voor het eerst geldig gepubliceerd door Kisielewski.

## Soorten
- Arenotus strixinoi Kisielewski, 1987